# Flehe
Flehe ist ein Stadtteil von Düsseldorf und liegt im alten Süden der Stadt Düsseldorf, angrenzend an die Stadtteile Bilk, Volmerswerth und Himmelgeist, direkt am Rhein gelegen.
Flehe gehört mit rund 2700 Einwohnern auf 1,99 Quadratkilometern Fläche zu den kleineren Stadtteilen. Verwaltungstechnisch ist Flehe dem Stadtbezirk 3 zugeordnet.

## Stadtteilgliederung
Der Kern des Stadtteils zwischen Fleher Kirche und dem Rhein ist bis heute stark landwirtschaftlich geprägt und hat nach wie vor einen dörflichen Charakter, obwohl er recht innenstadtnah ist. In der Umgebung des Aachener Platzes hingegen ist der Charakter städtisch. Der samstägliche Trödelmarkt am Aachener Platz zieht Besucher aus der gesamten Region an.
Der dörfliche Charakter resultiert nicht zuletzt aus der geringen Einwohnerzahl und der niedrigen Bebauung. Der Anteil nichtdeutscher Staatsbürger liegt mit 6 bis 7 % deutlich unter dem Durchschnitt Düsseldorfs (ca. 16 %). Das Durchschnittsalter beträgt ca. 44 Jahre.

## Name
Der Name Flehe stammt wahrscheinlich vom Mitteldeutschen flet für Fluss her, alte Bezeichnungen sind auch Vle, Flee oder Vlye und bedeuten „an der Strömung gelegen“, andere lesen darin das Wort „Flüchten“ im Sinne von Zuflucht, der Name wurde aber lange Zeit angesichts von Überschwemmungen auch scherzhaft von flehen (um ein Ende des Hochwassers) abgeleitet. Tatsächlich muss Fleh[e] laut einer Karte des Wasserbau-Ingenieurs und Landvermessers Carl Friedrich von Wiebeking um 1590 nicht nur direkt am Rhein gelegen haben, sondern auch an einem Stromarm, welcher eine Anhöhe des heutigen Volmerswerth zu einer Insel gemacht hatte.
Flehe wurde bereits 1384 zu Düsseldorf eingemeindet, allerdings erst 1402 ausdrücklich urkundlich erwähnt.

## Infrastruktur
Wassergewinnungsanlage: Bei Flehe befindet sich eine Wassergewinnungsanlage und die Düsseldorfer Stadtwerke fördern hier mit Filterbrunnen Uferfiltrat, also Rheinwasser, das durch die Sand- und Kiesschichten gewandert ist und nach weiterer Aufbereitung als Trinkwasser dient.
Bekanntestes Bauwerk von Flehe dürfte die Fleher Brücke sein, über die die Autobahn 46 von Neuss nach Wuppertal führt.

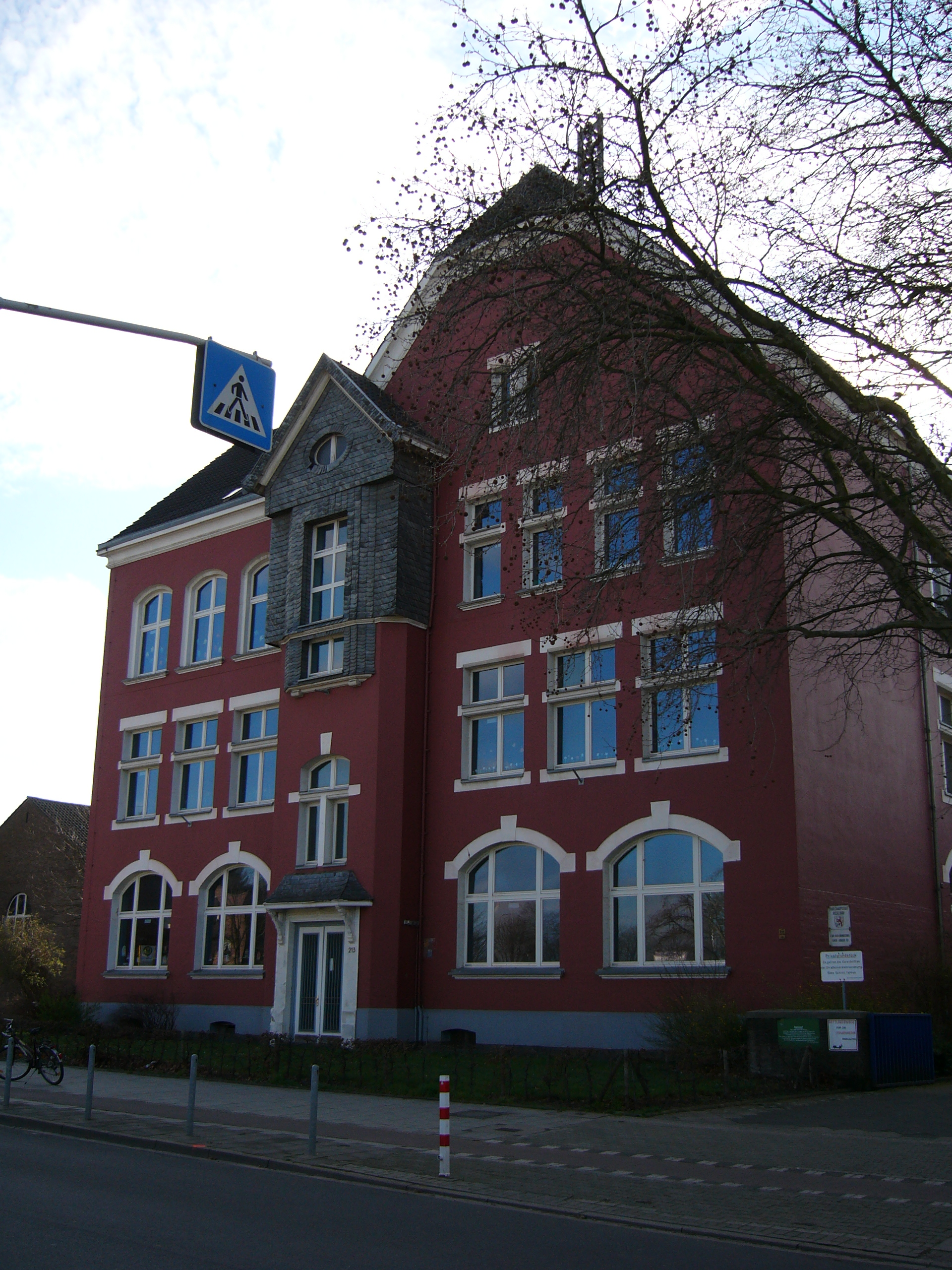
Fleher Grundschule
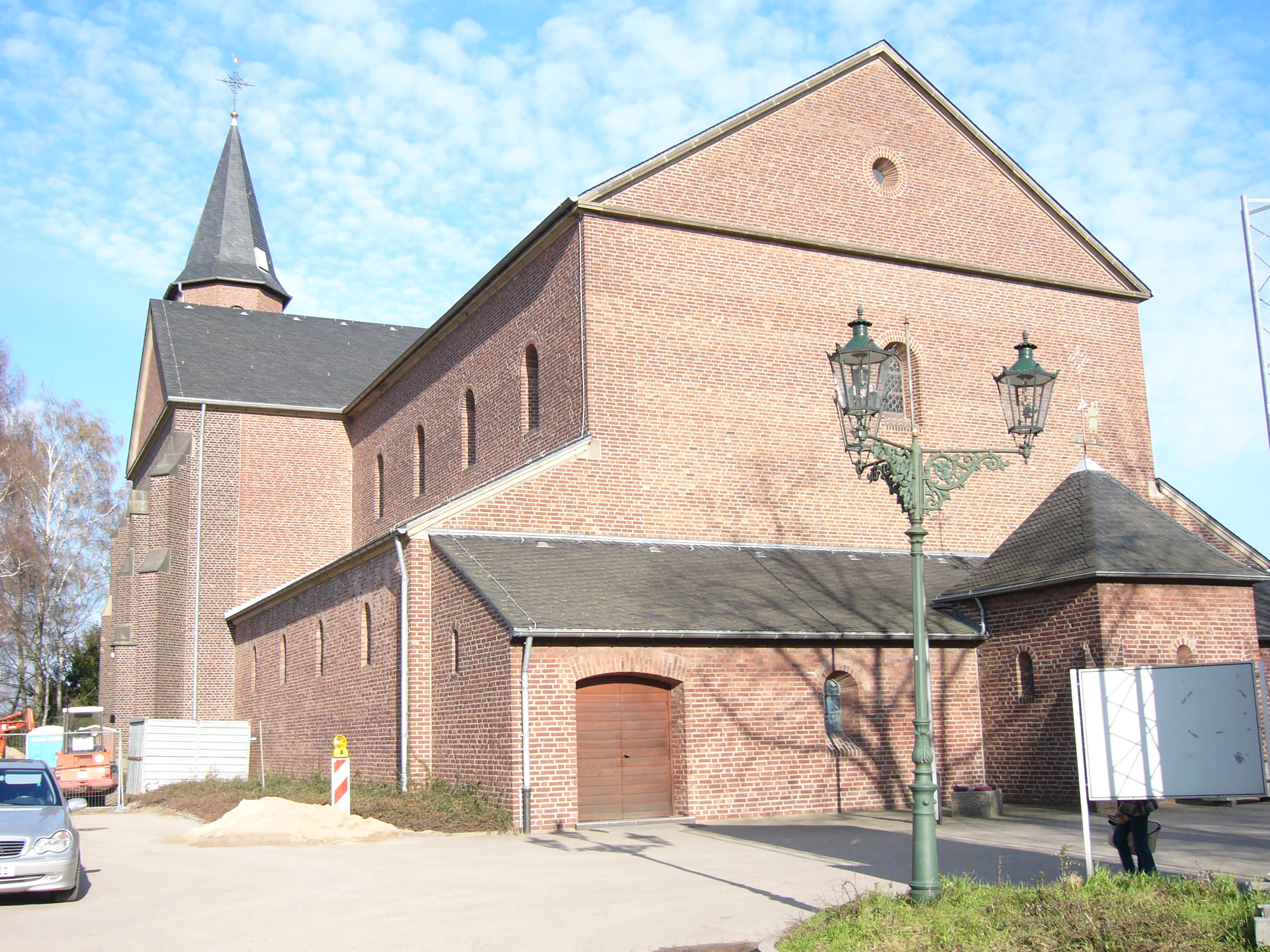
Katholische Kirche Mater Dolorosa
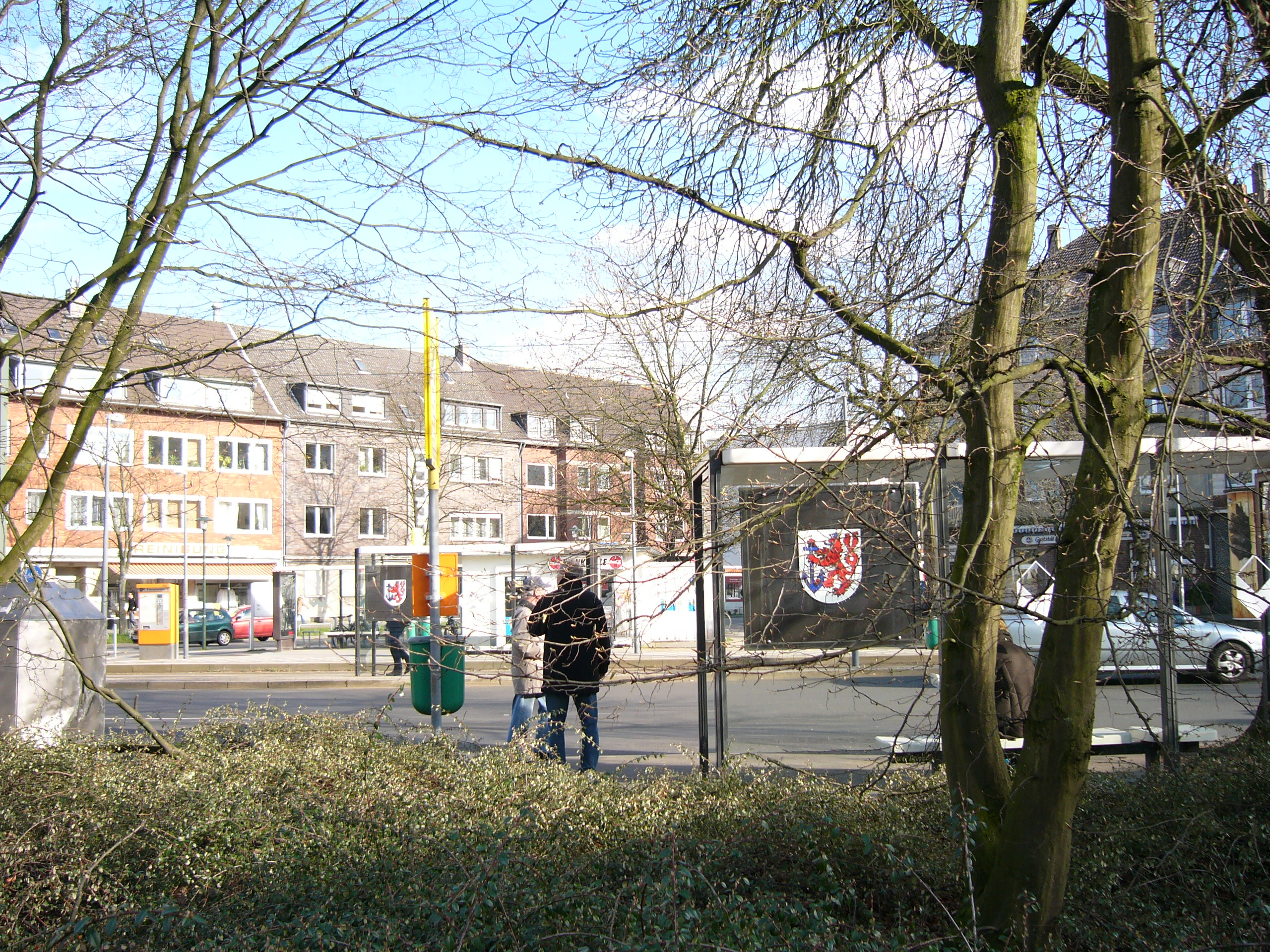
Haltestelle Aachener Platz
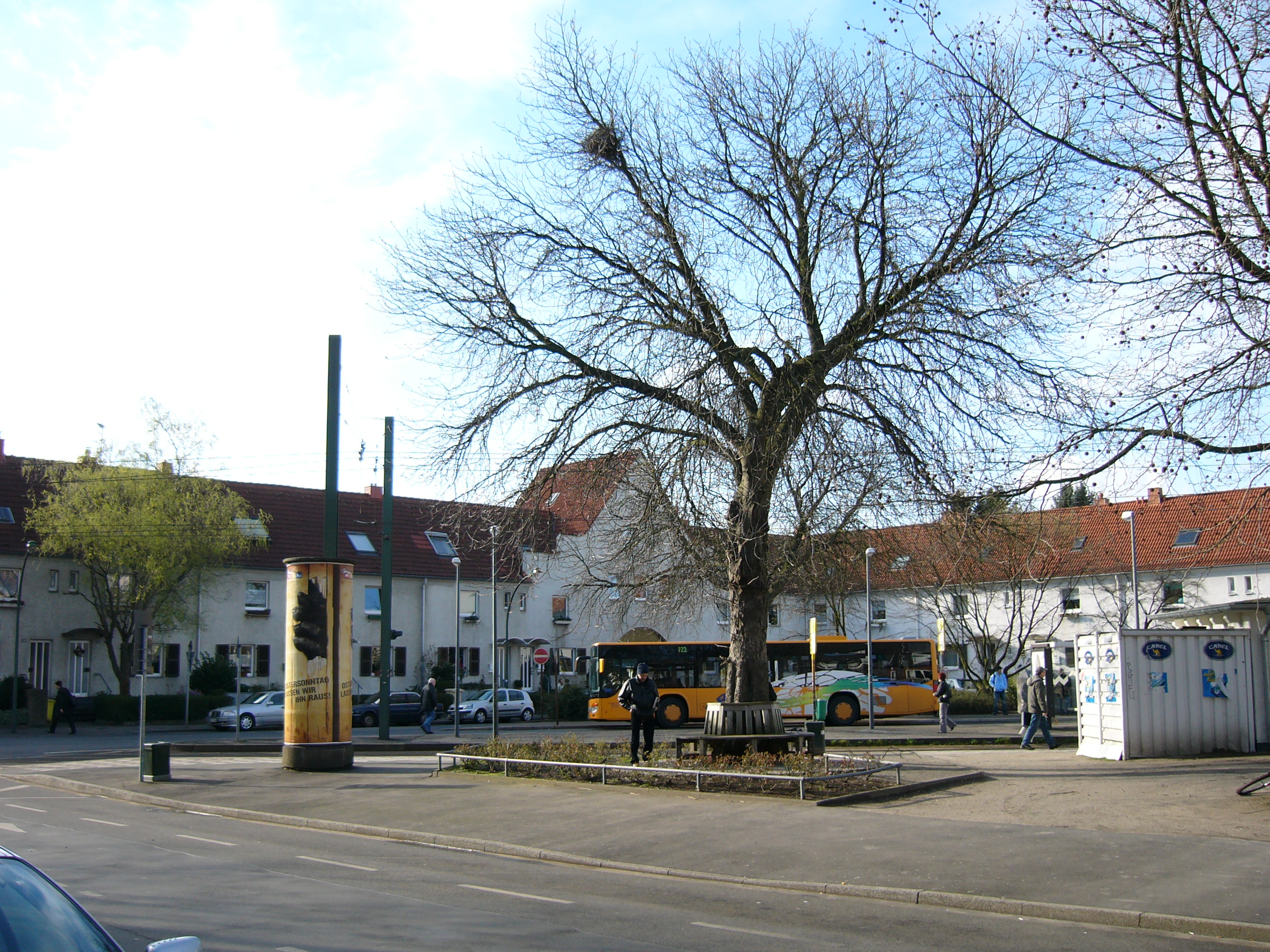
Grenze zwischen Bilk und Flehe (Aachener Platz)